# Język kicze
Język kiche (k’iche’, quiché) – język używany przez ponad 2 mln (2000 Ethnologue) Indian Kicze w Gwatemali i Meksyku. Należy do rodziny języków majańskich (grupa mam-kicze). Sławna księga mitów Majów, Popol Vuh, została napisana w archaicznym języku określanym jako klasyczny język kicze. Rozróżnia się sześć głównych odmian, niekiedy klasyfikowanych jako odrębne języki (Ethnologue).